# Station Bexhill
Bexhill is een spoorwegstation van National Rail in Bexhill-on-Sea, Hastings in Engeland. Het station is eigendom van Network Rail en wordt beheerd door Southern. 

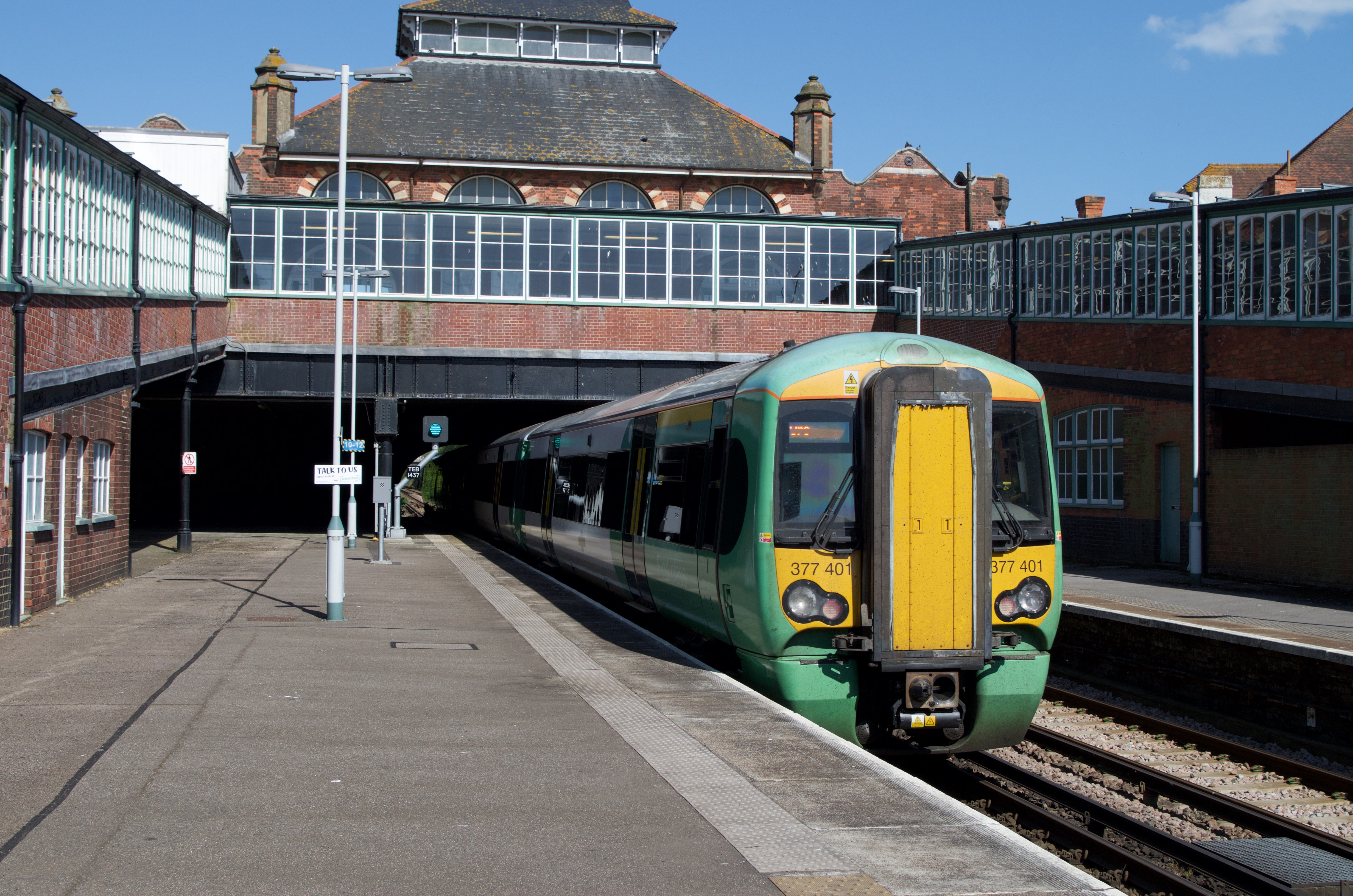
Class 377 bij vertrek